# Aeropuerto de Malmö
El Aeropuerto de Malmö (en sueco: Malmö flygplats), (IATA: MMX, OACI: ESMS), anteriormente conocido por el nombre de Aeropuerto de Malmö-Sturup, es un aeropuerto situado en la localidad de Svedala, aproximadamente a 28 kilómetros al este de Malmö y a 26 kilómetros al sureste de Lund. A través del puente de Oresund el aeropuerto conecta con la ciudad de Copenhague, de la que dista en torno a los 55 kilómetros.

## Aerolíneas y destinos

### Destinos nacionales
| Ciudades  | Aeropuerto                      | Aerolíneas | Aeronaves | Frecuencias semanales |
| Suecia    | Suecia                          | Suecia     | Suecia    | Suecia                |
| --------- | ------------------------------- | ---------- | --------- | --------------------- |
| Estocolmo | Aeropuerto de Estocolmo-Arlanda | SAS        | A3xx      |                       |

### Destinos internacionales
| Ciudades por países | Nombre del aeropuerto\|                                 | Aerolíneas                                                                  | Aeronaves   | Frecuencias semanales |
| Asia                | Asia                                                    | Asia                                                                        | Asia        | Asia                  |
| ------------------- | ------------------------------------------------------- | --------------------------------------------------------------------------- | ----------- | --------------------- |
| Chipre              |                                                         |                                                                             |             |                       |
| Lárnaca             | Aeropuerto Internacional de Lárnaca                     | Jet Time (Chárter Estacional) Sunclass Airlines (Chárter Estacional)        | B737NG A3xx |                       |
| Turquía             |                                                         |                                                                             |             |                       |
| Antalya             | Aeropuerto de Antalya                                   | Sunclass Airlines (Chárter Estacional)                                      | A3xx        |                       |
| Europa              |                                                         |                                                                             |             |                       |
| Albania             |                                                         |                                                                             |             |                       |
| Tirana              | Aeropuerto Internacional Madre Teresa                   | Wizz Air                                                                    | A32x        |                       |
| Croacia             |                                                         |                                                                             |             |                       |
| Zagreb              | Aeropuerto de Zagreb-Franjo Tuđman                      | Ryanair (Estacional)                                                        | B737        |                       |
| España              |                                                         |                                                                             |             |                       |
| Gran Canaria        | Aeropuerto de Gran Canaria                              | Jet Time (Chárter Estacional) Sunclass Airlines (Chárter Estacional)        | B737NG A3xx |                       |
| Palma de Mallorca   | Aeropuerto de Palma de Mallorca                         | Sunclass Airlines (Chárter Estacional)                                      | A3xx        |                       |
| Tenerife            | Aeropuerto de Tenerife Sur                              | Sunclass Airlines (Chárter Estacional)                                      | A3xx        |                       |
| Grecia              |                                                         |                                                                             |             |                       |
| Heraclión           | Aeropuerto Internacional de Heraclión Nikos Kazantzakis | Sunclass Airlines (Chárter Estacional)                                      | A3xx        |                       |
| La Canea            | Aeropuerto Internacional de La Canea                    | Aegean Airlines (Chárter Estacional) Sunclass Airlines (Chárter Estacional) | A3xx        |                       |
| Rodas               | Aeropuerto Internacional de Rodas-Diágoras              | Sunclass Airlines (Chárter Estacional)                                      | A3xx        |                       |
| Macedonia del Norte |                                                         |                                                                             |             |                       |
| Skopie              | Aeropuerto Internacional de Skopie                      | Wizz Air                                                                    | A32x        |                       |
| Rumania             |                                                         |                                                                             |             |                       |
| Bucarest            | Aeropuerto Internacional de Bucarest-Henri Coandă       | Wizz Air                                                                    | A32x        |                       |
| Cluj-Napoca         | Aeropuerto de Cluj-Napoca                               | Wizz Air                                                                    | A32x        |                       |
| Iași                | Aeropuerto Internacional de Iași                        | Wizz Air                                                                    | A32x        |                       |
| Serbia              |                                                         |                                                                             |             |                       |
| Belgrado            | Aeropuerto de Belgrado-Nikola Tesla                     | Wizz Air                                                                    | A32x        |                       |

## Estadísticas
Ver fuente y consulta Wikidata.

## En la cultura popular
El aeropuerto, con su antigua denominación de Sturup, aparece en la novela negra Asesinos sin rostro, del escritor sueco Henning Mankell.